# Isabelle de Lancastre
Isabelle de Lancastre (vers 1307 – avant le 3 février 1349) est une femme de la noblesse anglaise, devenue nonne bénédictine au prieuré d'Amesbury.

## Biographie
Isabelle de Lancastre est vraisemblablement le deuxième enfant d'Henri de Lancastre, 3e comte de Lancastre et de Leicester, et de son épouse Maud Chaworth. Longtemps située aux alentours de 1317, notamment par le Oxford Dictionary of National Biography, sa date de naissance a récemment été estimée à 1307. En effet, au printemps 1317, elle accompagne ses cousines Marie d'Angleterre et Élisabeth de Clare en pèlerinage à Canterbury, et doit alors être âgée d'une dizaine d'années environ.
Avant 1317, Isabelle intègre le prestigieux prieuré d'Amesbury dans le Wiltshire, où elle est élevée sous la supervision de sa cousine Marie d'Angleterre, qui y est nonne depuis plusieurs années. Amesbury bénéficie au début du XIVe siècle d'une très grande réputation et Isabelle y côtoie ainsi ses cousines Jeanne de Monthermer, Éléonore de Bohun et Jeanne Gaveston. Destinée par ses parents à mener une vie cloîtrée, elle prend officiellement le voile à l'Ascension 1327 en présence de John Droxford, évêque de Bath et Wells.
Pourtant, Isabelle de Lancastre mène un confortable train de vie et reste en relation avec sa famille. À partir de 1340, son cousin Édouard III lui alloue annuellement trois tonneaux de vin et, à compter de 1345, cinq chênes provenant de Chute Forest. Elle dispose en outre de chiens de chasse et de serviteurs personnels. Elle s'absente fréquemment du prieuré pour se rendre dans certaines terres que lui a concédées son père et reçoit en 1345 de son frère Henri au nom du prieuré le patronage d'East Garston, dans le Berkshire. Usant de ses relations familiales, Isabelle obtient en 1343 d'être nommée abbesse d'Amesbury, un an après le décès de sa cousine et prédécesseure Aliénor de Bretagne. Elle conserve ce poste jusqu'à sa mort de causes inconnues, survenue peu avant le 3 février 1349.